# علی ابن ابی‌الرجال

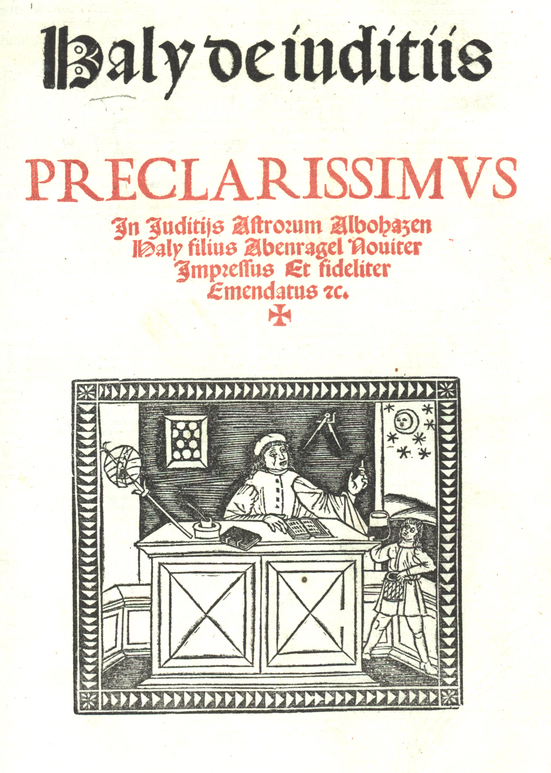

ابو الحسن علی ابن ابی رجال (به عربی: أبو الحسن علي ابن أبي الرجال) یکی از علمای نجوم عرب بود که در اواخر قرن دهم تا اوائل قرن یازدهم زندگی می‌کرد و مهمترین کتاب او که بدان مشهور است "کتاب البارع فی احکام النجوم" می‌باشد. 

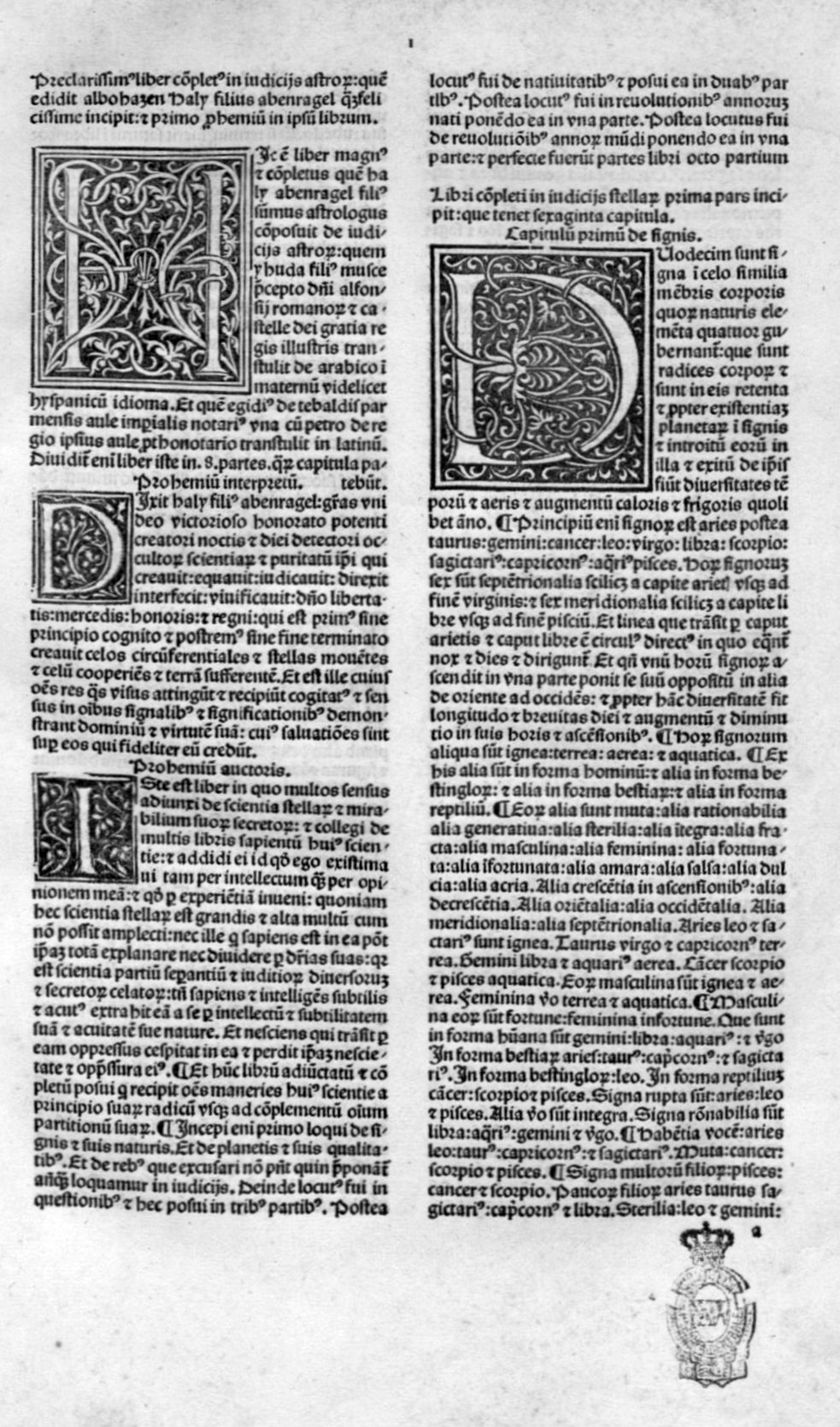